# 盖伯努斯
盖伯努斯（法語：Guebenhouse，亦作，法語發音：[ɡebənuz]；洛林法兰克语：Gewhuse）是法国摩泽尔省的一个市镇，属于萨尔格米讷区。

## 地理
盖伯努斯（49°4'29"N, 6°56'34"E）面积4.46 平方千米，位于法国大東部大區摩泽尔省，该省份为法国东北部内陆省份，是洛林的一部分，西南接默尔特-摩泽尔省，东临下莱茵省，北与卢森堡和德国接壤。
与盖伯努斯接壤的市镇（或旧市镇、城区）包括：迪布兰、埃内斯特维莱尔、温德兰、卢佩尔舒斯、梅灿、皮特朗日欧拉克。

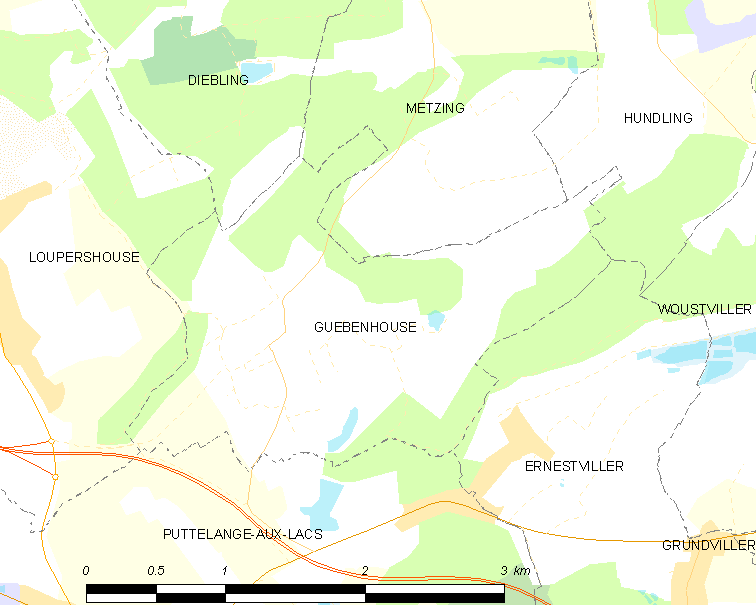
盖伯努斯的OSM定位图

盖伯努斯的时区为UTC+01:00、UTC+02:00（夏令时）。

## 行政
盖伯努斯的邮政编码为57510，INSEE市镇编码为57264。

## 政治
盖伯努斯所属的省级选区为萨拉尔布县。

## 人口

1962-2008年间盖伯努斯人口变化图示

盖伯努斯于2022年1月1日时的人口数量为415人。